# Teoria agendy
Teoria agendy – zagadnienie z zakresu socjologii mediów i dotyczące wpływu wywieranego przez media na ludzi oraz ich opinie.
Teoria ta została sformułowana przez Maxwella McCombsa i Donalda Shawa. Teoria agendy jest narzędziem umożliwiającym badanie i porównywanie opinii przenoszonych przez media z opiniami odbiorców mediów, dzięki czemu można ustalić jakie są między nimi powiązania. Agenda jest hierarchią priorytetów, rodzajem klasyfikacji zagadnień według ich ważności. Można ją ustalić na przykład poprzez wyliczanie tematów, które są w danym momencie opisywane w prasie oraz ilość czasu antenowego i kierunków jaki tworzą. Inną metodą jest przeprowadzanie sondaży opinii i wywiadów wśród obywateli.
Wyróżnić można kilka typów agend są to między innymi:
- Agenda setting (teoria ustalania agendy, teoria ustalania porządku dziennego) – jest paradygmatem wprowadzonym przez Maxwella McCombsa, polega on na ustaleniu hierarchii ważności wydarzeń w danym dniu lub dłuższym okresie. Według tej teorii media kreują rzeczywistość poprzez skupienie uwagi społecznej na wybranych przez nie zagadnieniach, tym samym skupiając uwagę wokół nich i dostarczając odbiorcom wspólnych punktów odniesień. „Media nie mówią nam co należy myśleć, ale o czym należy myśleć”[2][3][4].
- Agenda building - znajduje się w opozycji do agenda setting. Według tego paradygmatu, media nie mają monopolistycznego ani wyłącznego wpływu na tematy poruszane przez społeczeństwo. Są zaledwie, jednym z wielu czynników wpływających na to o czym się mówi. Zatem według tej koncepcji, media są współtwórcą rzeczywistości społecznej, w przeciwieństwie do agenda setting, gdzie są wyłącznym jej twórcą[2][4].
- Agenda framing (ramkowanie lub ramowanie) – ramkowanie, podobnie jak agenda setting polega na tym, że media za pomocą selekcji, dostarczają kontekstu poprzez wyeksponowanie i określenie miejsca w hierarchii ważności poszczególnych tematów, tworząc ramy dla aktualnego dyskursu medialnego. Ramkowanie, ze względu na to, że pewne z wyeksponowanych przez media treści mogą się pokrywać z tym co myślą ludzie, ze wszystkich agend ma największy potencjał by stać się narzędziem wpływu mediów na ludzi[2][5].

Korelacja między agendami jest statystycznie sprawdzana przez wyżej wymienionych autorów. To właśnie, wraz z zainteresowaniem ze strony dziennikarzy, prowadzi do zwrócenia uwagi na temat wpływu przez działanie struktury.Teoria agendy pozostaje dość pobieżna, chociażby gdy nie obejmuje tematu innych agend niż dotyczących mediów lub obywateli, głównie agendy polityków, a także w momencie, gdy nie bada w tym samym momencie interakcji pomiędzy tymi grupami i wszystkich interakcji dotyczących tych właśnie grup.Dzięki wielu pracom McCombsa, Shawa, a także ich kontynuatorów, badań Cohena, Eldera i Cobba, dotyczących tematyki agendy decydentów politycznych, ukazuje się nam obraz relacji, który jest skrajnie zagmatwany.
Dość częstym zjawiskiem jest złożony z agend wpływ na polityków, w którym dominuje idea ciągłego ruchu, a nawet zawikłania. Wpływ agend medialnych na obywateli jest wręcz odwrotny. Prościej mówiąc, chodzi o przekonanie, że (agenda medialna) nie oddziałuje on tak naprawdę na każdego, ani też w dowolnym momencie, ponieważ każdy obywatel potrafi się przeciwstawić swoje poglądy z tym, co pojawia się w mediach.
Jak twierdził Bernard Cohen: media nie kształtują opinii pokazując nam o czym należy myśleć, pokazują nam o czym trzeba myśleć. Jeśli nic nie determinuje opinii, pozytywnych, negatywnych czy też neutralnych względem danego zjawiska czy wydarzenia, to skłania to do tworzenia własnych opinii na ich temat.